# Bithynia tentaculata
Bithynia tentaculata là một loài ốc nước ngọt. Chiều cao của vỏ thường là không lớn hơn 12–15 mm. Loài ốc này trưởng thành tình dục vào thời điểm chiều cao của vỏ đạt kích thước 8 mm. Chiều rộng của vỏ là 5–7 mm.